# Muscari pulchellum
Muscari pulchellum là một loài thực vật có hoa trong họ Măng tây. Loài này được Heldr. & Sart. mô tả khoa học đầu tiên năm 1859.